# Aristida lanosa
Aristida lanosa är en gräsart som beskrevs av Henry Ernest Muhlenberg. Aristida lanosa ingår i släktet Aristida och familjen gräs. Inga underarter finns listade i Catalogue of Life.